# Herrin (Illinois)
Herrin város az USA Illinois államában, Williamson megyében. Lakosainak száma 12 352 fő (2020. április 1.).

## Népesség
A település népességének változása:

| 2010 | 12 501 |
| 2020 | 12 352 |